# كيم سونج-مين (لاعب كرة قدم كوري جنوبي)
كيم سونج-مين (19 أبريل 1985 بكوريا الجنوبية - ) هو لاعب كرة قدم كوري جنوبي في مركز الهجوم. لعب مع نادي أولسان هيونداي ونادي غوانغجو وUlsan Hyundai Mipo Dockyard FC ‏ ونادي سانغجو ‏ وCheonan City FC ‏ وChungju Hummel FC ‏.

## وصلات خارجية
- كيم سونج-مين (لاعب كرة قدم كوري جنوبي) على موقع دوري كوريا الجنوبية (الإنجليزية)
- كيم سونج-مين (لاعب كرة قدم كوري جنوبي) على موقع قاعدة بيانات كرة القدم.إي يو (الإنجليزية)
- كيم سونج-مين (لاعب كرة قدم كوري جنوبي) على موقع Soccerway.com (الإنجليزية)